# Petite Emme
Pour les articles homonymes, voir Emme.
La Petite Emme est une rivière suisse, affluent de rive gauche de la Reuss. Sans lien géographique avec l'Emme, avec laquelle elle est parfois confondue, elle coule dans les cantons d'Obwald, Lucerne, Zoug et Argovie (elle marque la limite entre les deux derniers).

## Géographie
La source de la petite Emme se trouve au sud-ouest du canton d'Obwald, à 2 350 m d'altitude, au lieu-dit Emmensprung (Source de l'Emme en allemand), sur la face nord de la partie orientale de la chaîne montagneuse du Brienzer Rothorn. La rivière s'appelle alors Waldemme jusqu'au confluent avec la Wiss Emme. Elle est rejointe par de nombreux ruisseaux et coule vers le nord à travers la vallée du Mariental et prend le nom de Petite Emme lorsqu'elle est rejointe à Schüpfheim par la Weissemme (Emme blanche).
Elle passe ensuite par Entlebuch où elle est rejointe par l'Entlen, puis par la Fontanne peu avant Wolhusen. À Wolhusen, elle fait un brusque virage vers l'est. Elle reçoit les eaux du Rümlig et longe le Pilatus en direction de Lucerne et d'Emmenbrücke, où elle se jette dans la Reuss qui vient de traverser le lac des Quatre-Cantons.

## Minerai
La Petite Emme charrie des paillettes d'or provenant du massif du Napf, riche en minerai aurifère. Elle a été orpaillée jusqu'au XIXe siècle par les chercheurs d'or. Actuellement elle est encore fouillée, avec plus ou moins de succès, par des passionnés.